# Manuel Lapuente
Manuel Lapuente Díaz (Puebla, 1944. május 15. – ) mexikói labdarúgóedző, korábbi válogatott labdarúgó. 

## Pályafutása

### Klubcsapatban
Mexikóvárosban született. 1964 és 1966 között a Monterrey, 1966 és 1970 között a  Necaxa játékosa volt. 1970 és 1974 között a Puebla, 1974 és 1975 között az Atlante csapatában játszott.

### A válogatottban
1967 és 1973 között 13 alkalommal szerepelt az mexikói válogatottban és 5 gólt szerzett.

### Edzőként
1978-tól 1984-ig a Puebla vezetőedzője volt. Később dolgozott a Tigres UANL (1984–1986), az Ángeles de Puebla (1986–1987), az Atlante (1987–1988), a Cruz Azul (1988) és a Puebla (1988–1993) csapatánál. 1991-ben a mexikói válogatott megbízott szövetségi kapitányaként bronzérmet szerzett az 1991-es CONCACAF-aranykupán. 1994 és 1997 között a Necaxa együttesét edzette. 
1997 és 2000 között a mexikói válogatott szövetségi kapitánya volt. Irányításával kijutottak az 1998-as világbajnokságra és megnyerték az 1998-as CONCACAF-aranykupát, illetve az 1999-es konföderációs kupát. 2001-ben az Atlante, 2001 és 2003 között, illetve 2006-ban a Club América vezetőedzője volt. 2008-ban a Tigres, 2010 és 2011 között a Club América, 2013-ban a Puebla csapatánál vállalt munkát.

## Sikerei, díjai

### Edzőként
Club Puebla
- Mexikói bajnok (2): 1982–83, 1989–90
- CONCACAF-bajnokok kupája (1): 1991
- Mexikói kupagyőztes (1): 1989–90

Club Necaxa
- Mexikói bajnok (2): 1994–95, 1995–96

Club América
- Mexikói bajnok (1): Verano 2002
- CONCACAF-bajnokok kupája (1): 2006

Mexikó
- Konföderációs kupa győztes (1): 1999
- CONCACAF-aranykupa győztes (1): 1998
- Copa América bronzérmes (1): 1999